# Wilhelm Mülder
Wilhelm Mülder (* 1952) ist ein deutscher Wirtschaftsinformatiker, Hochschulprofessor für Wirtschaftsinformatik und Fachbuchautor.

## Leben
1970 begann er eine Lehre als Bankkaufmann und leistete von 1972 bis 1973 seinen Grundwehrdienst bei der Bundeswehr. Daraufhin studierte Mülder bis 1978 Betriebswirtschaftslehre an der Universität Essen und schloss das Studium als Diplom-Kaufmann ab. Fortan war er wissenschaftlicher Mitarbeiter am Lehrstuhl für Betriebsinformatik der Universität Essen. Es folgte die Promotion zum Dr. rer. pol. mit der Schrift Organisatorische Implementierung von computergestützten Personalinformationssystemen im Jahr 1984. Von 1985 bis 1991 war Wilhelm Mülder als Verantwortlicher in der Entwicklung von zwei Software- und Beratungsunternehmen tätig. Seit 1991 ist er Professor für Wirtschaftsinformatik im Fachbereich Wirtschaftswissenschaften der Hochschule Niederrhein in Mönchengladbach und Mitarbeiter der Gesellschaft für Informatik in Bonn. 2006 wurde er Prorektor (Vizepräsident) der Hochschule Niederrhein für den Bereich Forschung und Transfer. Des Weiteren ist er seit dem 4. Februar 2002 Stellvertretender Aufsichtsratsvorsitzender der InVision Software AG.

## Werke (Auswahl)
- Methoden- und computergestützte Personalplanung, 1994, ISBN 3895770035
- Aufbaukurs Wirtschaftsinformatik: Der kompakte und praxisorientierte Weg zum Diplom, 2000, ISBN 3528055928
- Computerintegriertes Marketing, Kiehl, Ludwigshafen/Rhein 1996 ISBN 9783470475516
- Wissensmanagement in der Praxis, Datakontext-Fachverlag, Frechen 2001 ISBN 9783895771811
- Grundkurs Wirtschaftsinformatik: Eine kompakte und praxisorientierte Einführung, 2008, ISBN 3834805963